# Cover Girl (New Kids on the Block)
Cover Girl è un singolo del gruppo musicale statunitense New Kids on the Block, pubblicato nel 1989 ed estratto dall'album Hangin' Tough.
Il brano è stato scritto e prodotto da Maurice Starr ed è interpretato, come cantante principale, da Donnie Wahlberg.

## Tracce
- Singolo Promo (UK)

1. Cover Girl
2. Cover Girl [12 Inch Remix]
3. Stop It Girl
4. I Need You

- Vinile 7" (UK)

1. Cover Girl
2. Stop It Girl

- Vinile 12" (UK)

1. Cover Girl [12" Remix]
2. Stop It Girl
3. I Need You

- Singolo (USA)

1. Cover Girl
2. Merry, Merry Christmas
3. Cover Girl
4. Merry, Merry Christmas

- Vinile 7" (USA)

1. Cover Girl
2. Merry, Merry Christmas

- Vinile 12"

1. Cover Girl [12" Remix]
2. I Remember When
3. Cover Girl [Album Version]